# Seriphidium
Seriphidium es un género de fanerógamas perteneciente a la familia de las asteráceas. Algunos taxónomos sostienen que este género debe ser incluido dentro de Artemisia. Comprende 156 especies descritas y de estas, solo 79 aceptadas.

## Taxonomía
El género fue descrito por (Besser ex W.Hook.) Poljakov y publicado en Trudy Instituta Botaniki. Alma-Ata 11: 171. 1961.

## Especies aceptadas
A continuación se brinda un listado de las especies del género Seriphidium aceptadas hasta junio de 2012, ordenadas alfabéticamente. Para cada una se indica el nombre binomial seguido del autor, abreviado según las convenciones y usos:
- Seriphidium amoenum (Poljakov) Poljakov
- Seriphidium arenicola (Krasch. ex Poljak.) Y.R.Ling
- Seriphidium argilosum (Beetle) K.Bremer & Humphries
- Seriphidium assurgens (Filat.) K.Bremer & Humphries ex Y.R.Ling
- Seriphidium aucheri (Boiss.) Ling & Y.R.Ling
- Seriphidium badghysi Poljakov
- Seriphidium bicolor (Rech.f. & Wagenitz) K.Bremer & Humphries
- Seriphidium borotalense (Poljakov) Ling & Y.R.Ling
- Seriphidium brevifolium (Wall. ex DC.) Ling & Y.R.Ling
- Seriphidium canum (Pursh) W.A.Weber
- Seriphidium chitralense (Podlech)
- Seriphidium cinum (Berg ex Poljakov) Poljakov
- Seriphidium compactum (Fisch. ex DC.) Poljakov
- Seriphidium czukavinae (Filat.) Y.R.Ling
- Seriphidium diffusum (Krasch. ex Poljak.) Y.R.Ling
- Seriphidium dzevanovskyi (Leonova) K.Bremer & Humphries ex Y.R.Ling
- Seriphidium elongatum (Filatova & Ladygina) K.Bremer & Humphries ex K.Bremer & Humphries
- Seriphidium eremophilum (Poljak.) K.Bremer & Humphries ex Y.R.Ling
- Seriphidium fedorovii (Rzazad.) Y.R.Ling
- Seriphidium fedtschenkoanum (Krasch.) Poljakov
- Seriphidium ferganense (Krasch. ex Poljakov) Poljakov
- Seriphidium finitum (Kitag.) Ling & Y.R.Ling
- Seriphidium freitagii (Podlech)
- Seriphidium fulvellum (Filatova & Ladygina) K.Bremer & Humphries ex K.Bremer & Humphries
- Seriphidium ghazniense (Podlech) K.Bremer & Humphries
- Seriphidium ghoratense (Podlech) K.Bremer & Humphries
- Seriphidium glaucinum K.Bremer & humphries. ex Y.R.Ling
- Seriphidium gorjaevii (Poljak.) Y.R.Ling
- Seriphidium gracilescens (Krasch. & Iljin) Poljakov
- Seriphidium grenardii (Franch.) Y.R.Ling & Humphries
- Seriphidium gurganicum (Krasch.) K.Bremer & Humphries ex Y.R.Ling
- Seriphidium heptapotamicum (Poljakov) Ling & Y.R.Ling
- Seriphidium issykkulense (Poljakov) Poljakov
- Seriphidium junceum (Kar. & Kir.) Poljakov
- Seriphidium kandaharense (Podlech) K.Bremer & Humphries
- Seriphidium karatavicum (Krasch. & Abolin ex Poljakov) Ling & Y.R.Ling
- Seriphidium kasakorum (Krasch.) K.Bremer & Humphries
- Seriphidium kaschgaricum (Krasch.) Poljakov
- Seriphidium kermanense (Podlech) K.Bremer & Humphries
- Seriphidium khorassanicum (Podlech) K.Bremer & Humphries
- Seriphidium korovinii (Poljakov) Poljakov
- Seriphidium korshinskyi (Krasch. ex Poljak.) Y.R.Ling
- Seriphidium kurramense (Qazilb.) Y.R.Ling
- Seriphidium lehmannianum (Bunge) Poljakov
- Seriphidium lercheanum (Stechm.) Poljakov
- Seriphidium leucotrichum (Krasch.) Y.R.Ling
- Seriphidium longilobum (Osterh.) K.Bremer & Humphries
- Seriphidium maritimum (L.) Poljakov
- Seriphidium mendozanum (DC.) K.Bremer & Humphries
- Seriphidium minchunense Y.R.Ling
- Seriphidium mogoltavicum (Poljak.) Y.R.Ling
- Seriphidium mongolorum (Krasch.) Ling & Y.R.Ling
- Seriphidium mucronulatum (Poljak.) Y.R.Ling
- Seriphidium nigricans (Filat. & Ladyg.) K.Bremer & Humphries ex Y.R.Ling
- Seriphidium nitrosum (Weber ex Stechm.) Poljakov
- Seriphidium oliverianum (Besser) K.Bremer & Humphries ex Y.R.Ling
- Seriphidium palmeri (A.Gray) K.Bremer & Humphries
- Seriphidium parishii (A.Gray) Y.R.Ling
- Seriphidium polysthichum (Poljak.) Y.R.Ling
- Seriphidium quettense (Podlech)
- Seriphidium rhodanthum (Rupr.) Poljakov
- Seriphidium saissanicum (Krasch.) K.Bremer & Humphries ex Y.R.Ling
- Seriphidium santolinum (Schrenk) Poljakov
- Seriphidium sawanense Y.R.Ling & Humphries
- Seriphidium schrenkianum (Ledeb.) Poljakov
- Seriphidium scopiforme (Ledeb.) Poljakov
- Seriphidium semiaridum (Krasch. & Lavrova) Ling & Y.R.Ling
- Seriphidium skorniakovii (C.Winkl.) K.Bremer & Humphries ex K.Bremer & Humphries
- Seriphidium subchrysolepis (Filatova) K.Bremer & Humphries ex K.Bremer & Humphries
- Seriphidium sublessingianum (Krasch. ex B.Keller) Poljakov
- Seriphidium subsalsum (Filat.) K.Bremer & Humphries ex Y.R.Ling
- Seriphidium tecti-mundi (Podlech)
- Seriphidium tenuisectum (Nevski) Poljakov
- Seriphidium terrae-albae (Krasch.) Poljakov
- Seriphidium thomsonianum (C.B.Clarke) Ling & Y.R.Ling
- Seriphidium tianschanicum (Krasch. ex Poljak.) Y.R.Ling
- Seriphidium transiliense (Poljakov) Poljakov
- Seriphidium vaseyana W.A.Weber
- Seriphidium vermiculatum DC.